# نيكيتا كورزون
نيكيتا كورزون (الروسية: Корзун, Никита Иванович) (بالبيلاروسية: Мікіта Карзун) هو لاعب كرة قدم بيلاروسي في مركز الوسط ولد في يوم 6 مارس 1995 في مدينة منسك عاصمة بيلاروسيا، لعب سابقاً في نادي الفتح ، في سنة 2016 بدأ باللعب مع منتخب بيلاروسيا لكرة القدم ويبلغ طوله 174 سم.

## روابط خارجية
- نيكيتا كورزون على موقع الاتحاد الأوربي (الإنجليزية)
- نيكيتا كورزون على موقع اتحاد أوكرانيا (الإنجليزية)
- نيكيتا كورزون على موقع قاعدة بيانات كرة القدم.إي يو (الإنجليزية)
- نيكيتا كورزون على موقع ناشيونال فوتبول تيمز (الإنجليزية)
- نيكيتا كورزون على موقع Soccerway.com (الإنجليزية)
- نيكيتا كورزون على موقع عالم كرة القدم.نت (الإنجليزية)
- نيكيتا كورزون على موقع AS.com (الإسبانية)